# Sebúlcor (kommunhuvudort)
Sebúlcor är en kommunhuvudort i Spanien.   Den ligger i provinsen Provincia de Segovia och regionen Kastilien och Leon, i den centrala delen av landet, 100 km norr om huvudstaden Madrid. Sebúlcor ligger 941 meter över havet och antalet invånare är 299.
Terrängen runt Sebúlcor är platt åt sydväst, men åt nordost är den kuperad. Terrängen runt Sebúlcor sluttar västerut. Runt Sebúlcor är det ganska glesbefolkat, med 34 invånare per kvadratkilometer. Närmaste större samhälle är Cantalejo, 4,0 km väster om Sebúlcor. Trakten runt Sebúlcor består till största delen av jordbruksmark.